# Charles Drelincourt
Charles Drelincourt (Sedan, 10 luglio 1595 – Charenton-le-Pont, 3 novembre 1669) è stato un pastore protestante e teologo francese.

## Biografia
Suo padre, Pierre Drelincourt, era fuggito dalle persecuzioni contro i protestanti ed era diventato segretario di Henri de La Tour d'Auvergne, duca di Bouillon a Sedan, Ardennes. Charles studiò letteratura e teologia a Sedan, ma fu mandato a Saumur per un corso di filosofia. Nel 1618 Charles assunse la conduzione pastorale della chiesa riformata di Langres, ma non riuscì ad ottenere l’approvazione reale. Nella primavera del 1620 si trasferì a Parigi dove, succedendo a Pierre Du Moulin, fu nominato dal concistoro della comunità ministro della chiesa riformata di Charenton. Ivi rimase fino alla morte, avvenuta nel 1669. I suoi sermoni lo resero molto popolare, e fu molto apprezzato per le sue visite pastorali ad anziani e malati.

### Famiglia
Charles Drelincourt sposò nel 1625 la figlia di un ricco produttore di birra di Parigi, dalla quale ebbe sedici figli. Diversi di essi si distinsero come teologi e medici.
- Laurent (1626-1681) divenne pastore evangelico e fu autore di Sonnets chrétiens sur divers sujets (1677)
- Charles (1633-1697) fu medico di Luigi XIV e professore di medicina all'università di Leida.
- Pierre o Peter (1644-1722) studiò a Ginevra e fu ordinato ministro di culto nella Chiesa d'Irlanda, diventando poi rettore della Cattedrale di Armagh, dove oggi una statua lo ricorda. Pierre è antenato di Richard Francis Burton, e sua figlia era la moglie del terzo visconte di Primrose[2].

## Opere
Fu autore di un vasto numero di opere teologiche, devozionali e polemiche, diverse delle quali molto influenti e tradotte poi in molte lingue, fra le quali l'italiano. Il suo catechismo (Catéchisme ou instruction familière, 1652) ed il suo Consolazioni contro i terrori della morte (Consolations de l'âme fidèle contre les frayeurs de la mort, 1651), in cinque volumi, vennero tradotti e si diffusero in Inghilterra, conoscendo molte ristampe. Lo scrittore Daniel Defoe scrisse nel 1706 un’opera di fantasia sul personaggio della signora Veal (A True Relation of the Apparition of Mrs Veal) in cui questa è fatta apparire dall'altro mondo con l’espresso proposito di promuovere la vendita della traduzione inglese della Consolazione. Il contributo di Defoe è aggiunto alla quarta edizione della traduzione (1706).
Un’altra opera popolare del Drelincourt è “Le visite caritatevoli a tutte le persone afflitte” (Les Visites charitables pour toutes sortes de personnes affligés) del 1669.
Popolari furono pure i suoi scritti polemici in funzione anti-cattolica, che contribuirono a rafforzare il partito protestante in Francia. Una di queste opere è una difesa del riformatore Giovanni Calvino che considera diffamato da un'opera del Cardinale Richelieu.

Nel 1848 fu pubblicata in italiano l'opera del Drelincourt Abrégé des controverses ou sommaire ecc.. Nel libro Compendio di Controversie tra la Parola di Dio e la teologia romana ad uso dei cristiani evangelici, terza edizione, Tipografia Claudiana, Torino, 1860, p. 8, troviamo scritto:
"Il piccolo compendio di controversia ebbe un successo immenso, e ad onta della violenta persecuzione della quale fu onorato, ad onta dei dragoni di Luigi XIV, i quali avevano ricevuto l'ordine di cercare e di bruciare il Compendio con lo stesso zelo col quale cercavano e bruciavano la Bibbia, pure le edizioni del Compendio si succedevano rapidamente in tutta Europa. Il Compendio fu una consolazione per i cristiani evangelici perseguitati e fuggiaschi, e chiuse la bocca a molti persecutori. Nel principio del nostro secolo quest'ottima operetta fu pubblicata in diverse lingue. Nel 1848 se ne fece in Toscana un'edizione di un gran numero d'esemplari nella nostra lingua".
Le sue opere furono pure diffuse in francese fra i valdesi del Piemonte.

### Pubblicazioni principali
- Prières et méditations pour se préparer à la sainte cène (1621)
- Abrégé des controverses ou sommaire des erreurs de l'Église romaine avec leur réfutation par des textes exprès de la Bible de Louvain (1628)
- Le Combat romain, ou Examen des disputes de ce temps (1629)
- Le Triomphe de l'Église sous la croix, ou la Gloire des martyres (1629)

Ristampato una ventina di volte e tradotto in tedesco nel 1634.
- De la Foi des élus, et de l'incrédulité des réprouvés (1639)
- De l'Honneur qui doit estre rendu à la saincte Vierge Marie, avec la response à M. l'évesque de Belley sur la qualité de cet honneur (1642)
- Catéchisme, ou instruction familière sur les principaux points de la religion chrétienne (1642)
- Traité des justes causes de la séparation des protestans d'avec l'église romaine (1649)
- Avertissement sur les disputes et le procédé des missionnaires (1651)
- Les Consolations de l'âme fidèle contre les frayeurs de la mort, avec les dispositions et préparations pour bien mouri (1651)

40 edizioni fino alla fine del secolo.
- Du Faux visage de l'antiquité et des nullités prétendues de la réformation de l'Église (1653)
- Neuf dialogues contre les missionnaires sur le service des Églises réformées (1655)
- Exhortation au jeusne et à la repentance. Avec des prieres pour demander à Dieu la sanctification du jeûne, & la remission des pechez (1660)
- Recueil de sermons sur divers passages de l'Écriture Sainte (1664)
- La Défense de Calvin contre l'outrage fait à sa mémoire dans un livre qui a pour titre : Traité qui contient la méthode la plus facile et la plus assurée pour convertir ceux qui se sont séparés de l'Église, par le cardinal de Richelieu (1667)
- Les Visites charitables, ou les Consolations chrétiennes pour toutes sortes de personnes affligées (5 volumes, 1667-1669)
- Éclaircissement des controverses ou principales erreurs de l'Église romaine, brièvement réfutées par des passages clairs et formels de l'Écriture sainte (1687)